# Peter Griffin
Peter Griffin (geboren 17. Dezember 1939; gestorben 17. Januar 2007 in Baden-Baden, eigentlich Peter Kamp) war ein deutscher Sänger der Discomusik.

## Leben
Kamp studierte am Hamburger Schauspiel-Studio Frese Gesang, Klavier und Tanz. 1964 veröffentlichte er über das Label CBS Records unter dem Namen Peter Kamp Wie damals, eine Coverversion des Hits It’s Over von Roy Orbison sowie die Single Ein Traum ging vorbei und 1965 die Single Wenn Du bei mir bist / Wenn Du mal traurig bist. 1971 verkörperte er neben Donna Summer die Hauptrolle im Musical Hair. 1977 trat er erstmals unter dem Namen Peter Griffin für die Single I Hate The Music von Pinball Records auf. 1979 veröffentlichte er die Single Spiderman (EMI). Griffin hatte 1981 drei Platzierungen in den deutschen Singlecharts. Er betrieb in Baden-Baden die Club-Discothek Griffin’s sowie das Restaurant Oxmox. In den 1990er Jahren war er Inhaber der Restaurant-Kette La Province, die in Baden-Baden, Achern, Prag und San Diego über Lokale verfügte. Griffin hatte fünf Kinder, unter anderem die 1966 geborene Schauspielerin Alexandra Kamp. 
Griffin starb Mitte Januar 2007 in Baden-Baden an einem Herzinfarkt.

## Diskografie

### Alben
- 1980: Hurricane Is Coming, EMI Electrola
- 1981: Step by Step, Electrola

### Singles
- 1964: Wie damals, CBS Records
- 1964: Ein Traum ging vorbei, CBS Records
- 1965: Wenn Du bei mir bist / Wenn Du mal traurig bist, CBS Records
- 1977: I Hate the Music, Pinball Records
- 1979: Spiderman, EMI
- 1981: Step by Step, EMI
- 1981: I’ve Lost My Way, EMI
- 1981: Inside Out, EMI